# مجمع تونس للتأمين

شعار مجمع تونس للتأمين

مجمع تونس للتأمين (بالفرنسية: Groupe des Assurances de Tunisie أو اختصارًا GAT)‏ شركة تونسية للتأمين، تأسست في 18 جويلية 1975.

### وصلات خارجية
- (بالفرنسية) الموقع الرسمي لمجمع تونس للتأمين.